# Henri Auguste de Loménie

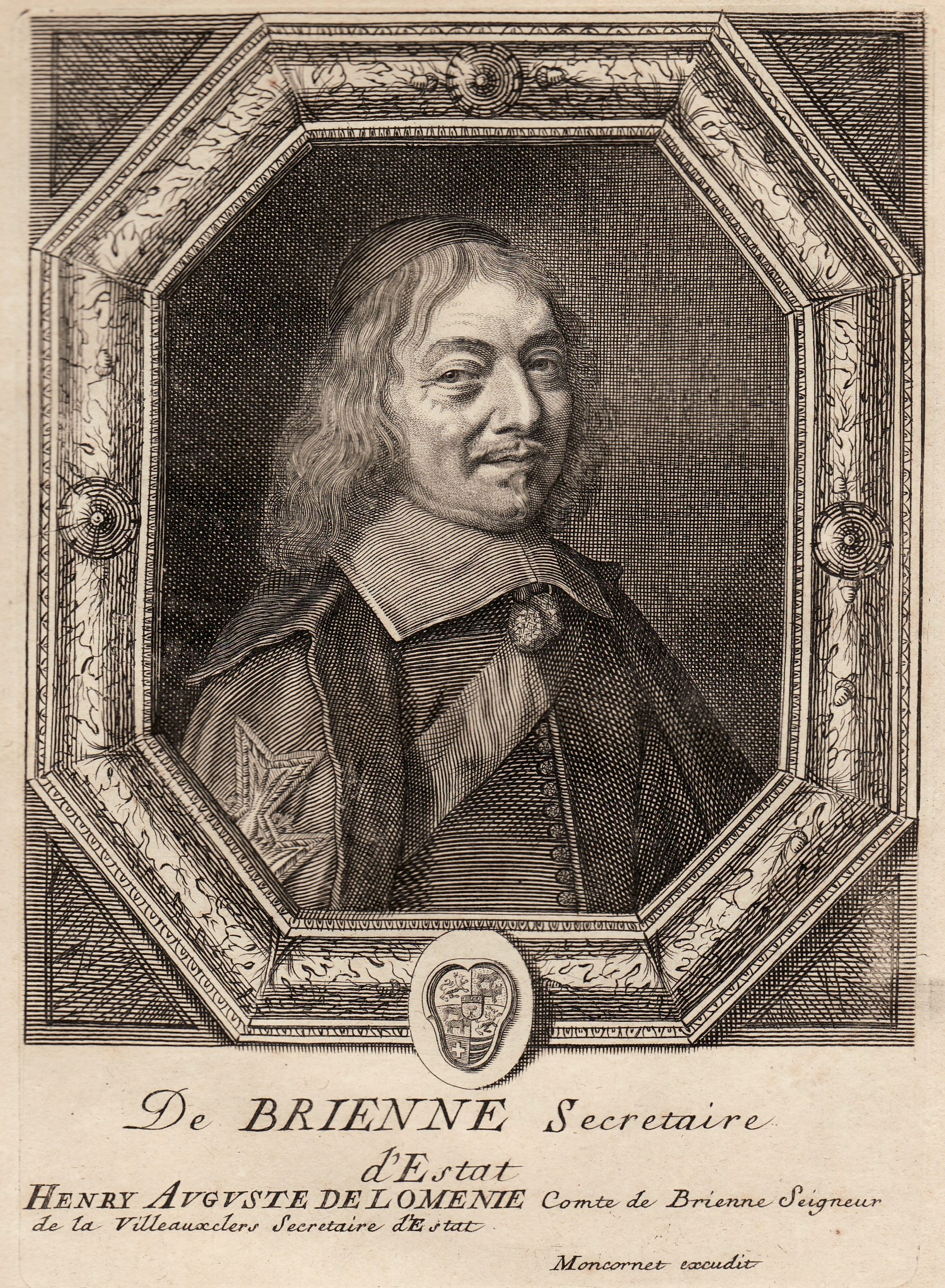
Henri Auguste de Loménie de Brienne, Gravur von Balthasar Moncornet, 1643/63

Henri Auguste de Loménie (* 1594; † 3. November 1666), Graf von Brienne, Seigneur de La Ville-aux-Clercs war ein französischer Politiker. Er war 48 Jahre lang Secrétaire d’État, erst für die Marine und den königlichen Haushalt, anschließend für auswärtige Angelegenheiten.

## Leben
Henri Auguste de Loménie entstammt der Familie Loménie (aus Flavignac im Limousin) und war der Sohn von Antoine de Loménie, Seigneur de La Ville-aux-Clercs, Staatssekretär Heinrichs IV. und Hugenottenkonvertit, und Anne d’Aubourg, Dame de Porcheux.
Mit dieser Herkunft war für ihn eine Tätigkeit in einem öffentlichen Amt vorgezeichnet. Er reiste im Auftrag seines Vaters nach Deutschland, Polen und Italien, letzteres auch, um sich auf seine Karriere vorzubereiten. Als er gegen Ende 1609 nach Paris zurückkehrte, wurde Heinrich IV. auf ihn aufmerksam und erlaubte ihm, gelegentlich an der königlichen Tafel Platz zu nehmen. Maria de’ Medici, Regentin von Frankreich für Ludwig XIII. seit 1610, beauftragte ihn 1614, mit einigen Mitgliedern der Generalstände zu verhandeln, „denen es nicht gut ging“, um sie im Kampf um die Macht auf die Seite der Regentin zu ziehen; durch eine kluge Vorgehensweise erreichte er, dass sie einen für den Hof akzeptablen Präsidenten benannten.
Am 13. Juli 1615 erhielt er das Amt des Secrétaire d’État de la Marine als Nachfolger seines Vaters. Am 12. August 1615 wurde er Secrétaire d’État à la Maison du Roi en survivance seines Vaters. 1619 erhielt er die Bestellung zum Vogt und Zeremonienmeister der königlichen Orden, insbesondere des Ordens vom Heiligen Geist. 1622 machte Ludwig XIII. ihn zum Capitaine des Tuilerienpalastes.
Anfang 1623 heiratete er Louise de Béon, die spätere Erbin (1647) der Grafschaft Brienne. Die Zuneigung Maria de’ Medicis zu ihm erstreckte sich auch auf seine Frau, von der der ganze Hof wusste, dass sie auch die engste Vertraute von Ludwigs Ehefrau Anna von Österreich war – eine Beziehung, die Loménie bis zum Tod Jules Mazarins 1661 an der Macht hielt, wenn auch in späteren Jahren mit schwindendem Einfluss.
Henri Auguste de Loménie war für die Aushandlung der Ehe von Henrietta Maria von Frankreich mit Karl I. von England verantwortlich (1624), die Trauung per Stellvertreter fand im Mai 1625 statt. Bis zum Tod seines Vaters 1638 bestand seine Hauptbeschäftigung ansonsten darin, „den König zu begleiten und die Ehre seiner Gunst zu erlangen, was ihm auch gelingt“ (er nahm mit dem König an der Belagerung von La Rochelle (1627–1628) teil). Bis dahin übten Antoine und Henri Auguste de Loménie die Aufgabe des Secrétaire d’État de la Maison du Roi offiziell gemeinsam aus. In der Praxis führte Antoine de Loménies fortgeschrittenes Alter bald dazu, dass sein Sohn das Amt vollständig ausfüllen musste. Im Jahr 1631 zogen es Claude de Bullion, der Marschall d’Effiat und der Marquis de Châteauneuf vor, bei der Eintragung der Patentbriefe, mit denen der Richelieu, Bernard de Nogaret de La Valette d’Épernon und François de La Rochefoucauld zu Herzögen und Pairs ernannt wurden, im Parlement von Paris auf die Hilfe des Vaters zu verzichten.
Im Juli 1642 starb Maria de’ Medici (im Exil), im Dezember 1642 Kardinal Richelieu, im Mai 1643 Ludwig XIII. Die Regierung Frankreichs übernahmen Mazarin (für Richelieu) und Anna von Österreich (für den minderjährigen Ludwig XIV.). Im Februar 1643 verkaufte er sein Amt als Staatssekretär für 925.000 Livres an Henri de Guénégaud. Am 15. Juni 1643 kaufte er das Amt des Staatssekretärs für äußere Angelegenheiten von Léon Bouthillier de Chavigny für 500.000 Livres. Die Ernennung erfolgte am 23. Juni 1643. 1647 erbte Louise de Béon die Grafschaft Brienne, seitdem nannte er sich Comte de Brienne.
Die Schwäche Loménies war, dass er dem jungen und spontanen Ludwig XIV. nicht gewachsen war: hohe diplomatische Fähigkeiten sollten vorzugsweise auch die Aufmerksamkeit des Königs auf sich ziehen, ein großes Königreich entstand, und er musste sowohl die Ideen des neuen Fürsten tragen als auch mäßigen, dessen physische Stärke und Moral weit über der des Loménies lag. Mit einem Vertrag vom 14. April 1663 verkaufte er sein Amt als Außenstaatssekretär an Hugues de Lionne für 900.000 Livres.
Henri Auguste de Loménie, schrieb danach seine Memoiren für die Unterweisung seiner Kinder. Er starb am 3. November 1666.

## Ehe und Nachkommen
Durch Ehevertrag vom 7. Februar 1623 heiratete er Louise de Béon (1602-1665), Erbgräfin von Brienne (* 1602; † 2. September 1665), Tochter von Bernard III. de Béon du Massés, und Louise de Luxembourg-Ligny. Ihre Kinder waren:
- Marie-Antoinette (* wohl 1624; † 8. Dezember 1704, 80 Jahre alt), ⚭ 4. Juni 1642 Nicolas-Joachim Rouault de Gamaches, Marquis de Gamaches (* 1621; † 22. Oktober 1687)
- Louis Henri (* 13. Januar 1636; † 17. April 1698), Secrétaire d’État des Affaires Ètrangères, Conseiller d’État ; ⚭ Henriette Bouthillier de Chavigny
- Charles-François (* 1638; † 7. April 1720), 1653 Abt von Saint-Eloi de Noyon, Abt von Saint-Germain d’Auxerre und Saint-Cyprien de Poitiers, 1666 Bischof von Coutances
- Alexandre-Bernard (* um 1640; † 1673),[2] Malteserordensritter, Kommandant von La Rochelle, französischer Konsul in Kairo und Alexandria
- Jeanne und Madeleine († jung)

## Werke
- Henri Auguste de Loménie comte de Brienne (1594–1666), Mémoires contenant les événements les plus remarquables du règne de Louis XIII et de celui de Louis XIV jusqu’à la mort du cardinal Mazarin, composés pour l’instruction de ses enfants, publiziert von Michaud et Poujoulat, 3. Serie, Band 3, 1838 (gallica.bnf.fr)